# 狄拉克場
在量子場論中，狄拉克場用於描述自旋-1/2的費米子，如：電子、質子、夸克等粒子。並且狄拉克場遵守反正則對易關係，數學上可以表示成有四的分量的旋量或一對兩個分量的外爾旋量。
雖然都用於描述自旋-1/2的費米子，其與馬約拉那場不同。狄拉克場描述的粒子存在反粒子，然而馬約拉那場描述的粒子即為自身的反粒子。

## 基本性質
自由（沒有交互作用）的狄拉克場遵守反正則對易關係，數學上使用到反交換子{\displaystyle \{a,b\}=ab+ba}而非交換子{\displaystyle [a,b]=ab-ba}。其中的反對易關係就暗示了費米-狄拉克統計，並且也能推導出泡利不相容原理：兩個相同的費米子不能處於相同的量子態。

## 數學公式
狄拉克場表示成{\displaystyle \psi (x)}。其自由場的運動方程式為狄拉克方程式：
{\displaystyle (i\gamma ^{\mu }\partial _{\mu }-m)\psi (x)=0.\,}
其中{\displaystyle \gamma ^{\mu }\,}為γ矩陣（或稱作狄拉克矩陣），m代表質量。這個方程式最簡單的解為平面波{\displaystyle \psi _{1}(x)=u(p)e^{-ip.x}\,}和{\displaystyle \psi _{2}(x)=v(p)e^{ip.x}\,}。平面波組成了一個{\displaystyle \psi (x)}的傅立葉基底。我們能以此基底作展開，如下：
{\displaystyle \psi (x)=\int {\frac {d^{3}p}{(2\pi )^{3}}}{\frac {1}{\sqrt {2E_{p}}}}\sum _{s}\left(a_{\textbf {p}}^{s}u^{s}(p)e^{-ip\cdot x}+b_{\textbf {p}}^{s\dagger }v^{s}(p)e^{ip\cdot x}\right).\,}
{\displaystyle a\,}、{\displaystyle b\,}標示了旋量的指標，{\displaystyle s\,}表示自旋，s = +1/2或s=−1/2。前面係數中的能量是為了勞倫茲積分的協變性。由於{\displaystyle \psi (x)\,}可以視作一個算符，每個傅立葉基底的係數也必須是算符。因此，{\displaystyle a_{\textbf {p}}^{s}}以及{\displaystyle b_{\textbf {p}}^{s\dagger }}為作用子。這些算符的性質可以從這些場的性質中得知。
{\displaystyle \psi (x)\,}和{\displaystyle \psi (y)^{\dagger }}遵守反對易關係：
{\displaystyle \{\psi _{a}({\textbf {x}}),\psi _{b}^{\dagger }({\textbf {y}})\}=\delta ^{(3)}({\textbf {x}}-{\textbf {y}})\delta _{ab},}
藉由將{\displaystyle \psi (x)\,}和{\displaystyle \psi (y)\,}作展開，我們可以得到係數間的反對易關係：
{\displaystyle \{a_{\textbf {p}}^{r},a_{\textbf {q}}^{s\dagger }\}=\{b_{\textbf {p}}^{r},b_{\textbf {q}}^{s\dagger }\}=(2\pi )^{3}\delta ^{3}({\textbf {p}}-{\textbf {q}})\delta ^{rs},\,}
於非相對論系統中的創造與湮滅算符相類似，從這個代數關係得到了這樣的物理詮釋：
{\displaystyle a_{\textbf {p}}^{s\dagger }}產生一個動量{\displaystyle {\textbf {p}}\,}自旋為s的粒子，而{\displaystyle b_{\textbf {q}}^{r\dagger }}產生一個動量{\displaystyle {\textbf {q}}\,}自旋為r的反粒子。因此，廣義的{\displaystyle \psi (x)\,}現在看作產生所有可能動量、自旋之粒子的總合，而其共軛{\displaystyle {\bar {\psi }}\ {\stackrel {\mathrm {def} }{=}}\ \psi ^{\dagger }\gamma ^{0}}與其相反，看作湮滅所有動量、自旋之反粒子的總合。
有了對於場及其共軛的瞭解，我們便能試著架構出勞侖茲協變性的場。最單純的量為{\displaystyle {\overline {\psi }}\psi \,}，當中{\displaystyle {\bar {\psi }}=\psi ^{\dagger }\gamma ^{0}}。其他可能的勞侖茲協變性量{\displaystyle {\overline {\psi }}\gamma ^{\mu }\partial _{\mu }\psi }。
由於這些量的線性組和同樣符合勞侖茲協變性，很自然地得到了狄拉克場的拉格朗日密度，並且其歐拉－拉格朗日方程必須回到狄拉克方程式。
{\displaystyle {\mathcal {L}}_{D}={\bar {\psi }}(i\gamma ^{\mu }\partial _{\mu }-m)\psi \,}
這樣的表示將指標隱藏了起來。完整的表示如下：
{\displaystyle {\mathcal {L}}_{D}={\bar {\psi }}_{a}(i\gamma _{ab}^{\mu }\partial _{\mu }-m\mathbb {I} _{ab})\psi _{b}\,}
由{\displaystyle \psi (x)}，我們可以建構出狄拉克場的費曼傳播子：
{\displaystyle D_{F}(x-y)=\langle 0|T(\psi (x){\bar {\psi }}(y))|0\rangle }
我們定義狄拉克場的時間排序如下，當中的負號來自於其反對易關係的性質：
{\displaystyle T(\psi (x){\bar {\psi }}(y))\ {\stackrel {\mathrm {def} }{=}}\ \theta (x^{0}-y^{0})\psi (x){\bar {\psi }}(y)-\theta (y^{0}-x^{0}){\bar {\psi }}(y)\psi (x)}。
對上列的式子作平面波的展開，得到：
{\displaystyle D_{F}(x-y)=\int {\frac {d^{4}p}{(2\pi )^{4}}}{\frac {i(p\!\!\!/+m)}{p^{2}-m^{2}+i\epsilon }}e^{-ip\cdot (x-y)}}
在此我們用上了費曼斜線標記。這個式子相當合理，因為係數
{\displaystyle {\frac {i(p\!\!\!/+m)}{p^{2}-m^{2}}}}
即為狄拉克方程式中作用在{\displaystyle \psi (x)\,}的相反算符。
純量場的費曼傳播子也具有相同的性質。由於所有合理的觀測量（例如能量、電荷、粒子數等）都由偶數的狄拉克場所構成，兩個觀測量的對易關係在光錐外為零。就如同我們從量子力學中學習到的，兩的可交換的觀察量可以同時被觀測。因此，我們確定了狄拉克場的勞侖茲協變性，並維持了因果律。
而更複雜、包含交互作用的場論（湯川理論（Yukawa theory）或量子電動力學）同樣可以微擾或非為擾方法作分析。
在粒子物理標準模型中，狄拉克場扮演很重要的要素。

## 參閱
- 狄拉克方程式
- 狄拉克旋量